# Морфологическая амёба
Морфологическая амёба (англ. morphological amoeba), в прикладной математике — разновидность нелинейных морфологических операторов, предназначенных для адаптивной фильтрации изображений. Типичная морфилогическая амёба представляет из себя двумерный оконный фильтр, который, подобно остальным базовым операциям математической морфологии, последовательно накладывается на весь массив пикселов, однако, в отличие от традиционных операторов, имеет способность к адаптации под локальные особенности и резкие изменения тонкой структуры обрабатываемого изображения.
Впервые фильтрация «морфологической амёбой» была представлена исследовательской группой Р. Лерралута в 2005 году и сразу же вызвала значительный интерес других исследователей в области прикладной математики, математической морфологии и обработки изображений.
При традиционной морфологической фильтрации обработка изображения осуществляется структурными элементами фиксированного размера и геометрической формы (замыкание, размыкание, эрозия, дилатация, морфологический медианный фильтр и т.п.), действия с которыми основаны на теории множеств и операциях Минковского (сумма Минковского, разность Минковского и т.д.). При таком подходе к этой задача селекция рассматриваемых пикселов осуществляется последовательным сдвигом применяемого фильтра вдоль одной из осей. Однако в последние годы, в рамках развития концепции адаптивности, был разработан математический аппарат пространственно-вариативных фильтров, геометрическая конфигурация которых определялась взвешенной комбинацией локальной оценки контрастности и особой метрики, которая впоследствии была названа метрикой амёбы. Этот подход нашёл широкое применение в практических задачах детекции рёбер, классификации текстур и сегментации изображений в сочетании с моделями активных контуров.